# 家門の栄光
家門の栄光 (かもんのえいこう、朝鮮語: カムネ ヨングァン、ハングル: 가문의 영광) は、韓国SBSにて2008年10月11日から2009年4月19日まで放送されたテレビドラマである。全54話。

## 概要
SBS週末特別企画ドラマ (SBS 주말 특별기획 드라마) 作品のひとつとして製作され、毎週土曜日および日曜日に1話ずつ、週2話放送された。チョン・ジウが脚本を執筆し、パク・ヨンスが演出を担当した。
「宗家」のひとつであるハ・マンギ家の伝統や家族を守ろうとする姿と、裸一貫から成り上がり財をなしたイ・チョンガブ家が、子どもたちのために「家門」を残そうとする姿を通じて見られる、家族の絆や名家の伝統のあり方が作品のメインテーマ。登場人物の描写とその基盤となる多彩なエピソード群、そして無駄な刺激を排した構成により、「無公害ドラマ」「名作ドラマ」との評価を得た。韓国国内では平均20％、最終回で26.7％の視聴率を獲得した。

## あらすじ
ハ家の曽祖父 (家長マンギの父親) が亡くなり、葬儀が行われることとなった。その孫のソッコは会社の部下で交際相手のヨンインから妊娠を告げ知らされ、ソッコの子どもたちも、長男スヨンは妻の不倫が発覚、次男テヨンは自らの不倫が原因で警察に逮捕されたりと身辺にトラブルを抱え込んだ状態。長女タナは済州島へと出張中、飛行機のチケットを巡ってたまたま出会った相手に不愉快な思いをする羽目に。
タナが出会った相手、イ・ガンソクは、一代で財をなした成金チョンガブの息子で、マンギの会社であるテソン建設の乗っ取りを画策していた。ふたりはハ家の弔問に訪れるが、チョンガブは宗家とマンギたちハ家の人々の振る舞いを不思議がり、一方カンソクはタナにまたも不遜な態度を取って平手打ちを食らってしまった。テソン建設は不渡りを出して、社長であるソッコは資金繰りに悪戦苦闘中。チョンガブとカンソクは、資金援助の見返りにハ家の家系図を要求するが拒否された。結局カンソクが経営陣に参加することとなった。ソッコはヨンインとの再婚許可を願い出るが、マンギは暗に反対し、子どもたちも動揺する。しかしソッコがヨンインの妊娠を告白してマンギも折れ、ふたりの結婚式が行われた。ヨンインはテヨンとはウマが合わないながらも、それまで男女別々であったハ家の食卓を家族一同のものに変えたりと、ハ家に新しい風をもたらす。
大学のキャンパスでサッカーをしていたタナを、生命工学科の学生ヒョンギュが見つめていた。ヒョンギュがタナの亡夫ユ・ジナに似ている事に気づいた同僚のナム教授はタナの心の慰めとなればと思ってヒョンギュを焚きつけるが、タナはそれをたしなめ、ヒョンギュとはあくまで大学教員として接しようとする。そんなヒョンギュの事を見つめていたのは、タナの授業で発表の時に倒れてしまった女子学生のヘジュであった。しかしタナに夢中なヒョンギュはヘジュを受け入れず、きつい口調で拒絶。ショックを受けたヘジュは自宅で倒れてしまう。彼女を病院に連れていったのは兄のカンソクだった。カンソクはタナに恋愛の提案をし、タナはヒョンギュとヘジュのためにこれを受け入れた。しかしデートの度に軋轢が絶えない。それでもふたりの関係は発展していくが、交際相手がタナだと知ったチョンガブも、カンソクの母親ヨンジャも猛反対。チョンガブはカンソクを殴り、親子の縁を切るかタナと別れるかどちらか選べと怒鳴る。ソッコの説得を受けてチョンガブは渋々折れるものの、タナが事故で前夫を亡くした未亡人である事をヨンジャは挙げて、不幸な運命を持つ女に息子はやれないと激しく反対した。タナとカンソクは一度は別れを決意してみるものの、チョンガブやヘジュも説得する中で、ヨンジャがふたりの交際をようやく認めた。傷心のヒョンギュは、これまで拒絶していたヘジュとの関係を改善させ、以前程彼女を拒む事はなくなっていく。
テヨンは警察署で出会った交通課勤務のマルスンと、その後も顔を合わせては言い争いを繰り返していたが、ある日見知らぬ女性を殴っていた男と、屋台で飲んで店から出てきたばかりのマルスンが喧嘩になり、彼女が殴られたのを見たテヨンは彼女に加勢してその男と喧嘩になる。結局怪我をしたマルスンは入院する事になるが、母親からの電話を受けたマルスンは、見舞いに来たテヨンにもたれて泣きだした。一緒に食事に行ったりするうちふたりの仲は深まっていくが、ある日マルスンの家に母親が訪ねてきた。テヨンがプレゼントした新しい携帯電話の番号をマルスンが伝えずにいたため、連絡が取れずにいた母親がいぶかってやってきたのであった。出会って早々のテヨンに自分の義弟の就職の世話を頼む母親の図々しさを見たマルスンは、母親の存在がテヨンに迷惑をかけると思い別れを切り出す。しかしどんな人であろうと、交際相手の親なんだから大切にしたいというテヨンの言葉を聞いて泣き崩れる。
スヨンは空港で偶然会った女性オ・ジナと、会社の建物内で再会した。彼女は清掃スタッフとして就職していた。そこにチナの古い知り合いミンジュンが訪ねてきた。ミンジュンはチナに馴れ馴れしい態度で接し、挙句彼女に抱きつこうとするが、スヨンが割って入りミンジュンを殴り退散させた。コンビニエンスストアでラーメンやおにぎりを一緒に食べたり、休憩時間に社屋内にて話をするうちふたりの関係は進展、ヨンインもそれに気づき、チナを呼んでスヨンへの気遣いを頼んだ。老人たちが訪ねてきてスヨンの再婚に関して話をしていったが、スヨンは家族に、「心にとめている人がいる」と、暗に交際相手の存在を告白した。チナはある日虫垂炎で倒れて入院するが、その際にヨンインの手はずで受けた健康診断でターナー症候群の当事者であることが発覚。長男で子どもをもうける必要がある立場のスヨンに対してヨンインは暗に結婚をあきらめるように言うが、スヨンは「ふたりだけの秘密に」と言い、チナが事実を知って傷つかぬよう、自分に不妊の原因がある事にして結婚の許可をマンギに願い出る。
紆余曲折の果てに、スヨンとチナ、テヨンとマルスンは無事結婚。その頃カンソクは、没落したミョンソン財閥の跡取りキム・ソンテに事務所に乗り込まれて、財閥とキム家の没落への謝罪を要求されるが拒否。ソンテは報復に、タナとデート中だったカンソクをひき逃げする。重傷を負ったカンソクは、その後奇跡的に回復。ソンテは、今度はアルバイト帰りのヘジュを誘拐。しかしソンテに車の中に拉致されていた時、彼女が助けを求めていたのを偶然見かけたヒョギュンがアジトまで乗り込み、自らも一時囚われながらも彼女を救出した。ソンテの悪事はまだ続き、今度はハ家の前でカンソクをかばったタナがナイフで刺されて病院に運ばれる。結婚の時期を延期しようかと話すカンソクにタナは怒り、予定通りに結婚をすると言った。タナの意見を入れる形で、回復後、ふたりの結婚式が行われた。
式の後、長年ハ家で家政婦をしてきた老女ユン・サムウォルに認知症の症状が現れるようになった。そしてサムウォルはマンギの妹のチュジョンに、彼女が捨て子で、ハ家に引き取られてマンギの妹として育てられた事を話してしまった。自分がハ家に迷惑をかける事になると悲しむサムウォルをタナは慰めた。カンソクとチョンガブは、サムウォルの新たな住まいとなったシルバータウンを経済的に支援する事を決めた。
自分の出生の秘密を知って落ち込んでいたチュジョンは、宗家の取材で大変な事実を知る － マンギがハ家の正当な血筋を引いていない、という事を。マンギは家族に語った…父親が日韓併合時代に徴用で生殖能力を失った事。徴用中に母親が何者かに強姦されて生まれてきたのがマンギであったという事。宗家の名誉を穢した責任を取り、マンギ出産後に母親が自殺した事。父親が自殺した妻を宗婦 (宗家の家長の妻) として、そしてマンギを自らの息子として受け入れてくれた事。そしてその父親の存在と彼が残した言葉が、己の血に対する恨みや憎しみから彼を解放し、落ちぶれた家門を立て直すという夢に邁進させてくれた事。
1年後。ヨンインとマルスンとタナに子どもが誕生し、スヨンとチナは養子を迎えていた。ヒョンギュは兵役に行っており、除隊後、ヘジュと結婚する事になっている。

## キャスト

### ハ家
| 俳優             | 役名                | 作品中の設定等 |
| シン・グ         | ハ・マンギ          | ハ家の家長でテソン建設会長。 漢字表記は河萬記。チュジョンの兄でソッコの父。没落しかけた宗家であったハ家を立て直した功労者で、宗家を守ろうと奮闘する。母親が強姦されて生まれてきたという出生の秘密を抱えており、ハ家の正当な血筋を引いていない。 |
| パク・ヒョンスク | ハ・ジュジョン      | マンギの妹で放送局勤務のプロデューサー。 赤子の時捨てられていたところをハ家に拾われて育てられたため、マンギとの血のつながりはない。 |
| ソ・インソク     | ハ・ソッコ (ソクホ) | マンギの長男でスヨン・テヨン・タナの父。テソン建設社長。 漢字表記は河惜灝。前妻と死別している。自分の部下であるヨンインと交際中であったが、彼女の妊娠を機に再婚する。 |
| ナ・ヨンヒ       | イ・ヨンイン        | ソッコの後妻でスヨン・テヨン・タナの継母。テソン建設広報室長。 ソッコと交際していたが、妊娠をきっかけに結婚し、ハ家の一員となる。スヨンやタナを気遣う母親ぶりを示すが、テヨンとはウマが合わない。 |
| チョン・ノミン   | ハ・スヨン          | ソッコの長男でテソン建設室長。 齢上のヨンヒと結婚していたが、彼女の不倫が原因で離婚。その後偶然空港で出会ったオ・ジナと再婚する。 |
| キム・ソンミン   | ハ・テヨン          | ソッコの次男でスヨンの双子の弟、トンドンの父。テソン建設課長。 スヨン誕生の10分後に誕生した弟。交際相手との間に息子トンドンがいる。キム・ヒョンオクと結婚していたが、不倫中に姦通罪で警察に逮捕されたのがきっかけで離婚。その後ナ・マルスンと再婚する。                                                                                                 |
| ユン・ジョンヒ   | ハ・ダナ            | ソッコの長女でスヨン・テヨンの妹。大学の民俗学准教授。 大学卒業時に幼馴染だったユ・ジナと結婚していたが、新婚旅行当日に交通事故で死別。その後ジナへの想いを抱えながら学究生活を続けてきた。済州島へ出張した際に曽祖父の訃報に接したが飛行機のチケットを買えず、偶然チケットを持っていたカンソクと偶然出会う。その後紆余曲折の果てにカンソクと再婚する。 |
| パク・チュンモク | ハ・ドンドン        | テヨンの長男。 テヨンと交際相手との間に生まれた息子で、2番目の妻ヒョノクに養育されていた。実母はトンドン誕生直後に死去しており、ヒョンオクを実母だと思っていた。父親の離婚によりハ家に住む事になる。 |

### イ家
| 俳優             | 役名           | 作品中の設定等 |
| ヨン・ギョンジン | イ・チョンガブ | ヨンジャの夫でカンソク・ヘジュの父。 地位も学歴もないところから一代で財をなした。弔問のためハ家を訪れるが、巨額の香典を受け取らないハ家の姿勢をいぶかる。テソン建設とのビジネスの方針を巡ってカンソクと対立するが、一方タナとカンソクとの結婚話については、ソッコの説得もあって反対から賛成に回る。 |
| ソ・グォンスン   | チェ・ヨンジャ | チョンガブの妻でカンソク・ヘジュの母。 「小学校しか出ていない」学歴の持ち主ながら、夫ともども働き詰め、財産を築き上げるのに貢献している。上流階級の人々に近づこうと歴史勉強会に入ろうとするが断られ、タナに個人教授を依頼する。しかしタナの過去故に、カンソクとの結婚話には強硬に反対する。         |
| パク・シフ       | イ・ガンソク   | チョンガブとヨンジャの長男。 済州島の空港でタナと偶然出会う。当初は顔を合わせては喧嘩をする関係だったが、双方の家族からの反対や、キム・ソンテに自らやタナが狙われて負傷するという出来事を乗り越えて結婚する。                                                                                       |
| チョン・ヘジン   | イ・ヘジュ     | チョンガブとヨンジャの長女で大学生。 同じ大学に通うヒョンジュに惹かれていたが相手にされず、想いを断ち切ろうとヒョンジュがアルバイトとして働く喫茶店で自分もアルバイトを始める。兄カンソクとタナとの結婚話にはイ家の中で真っ先に賛同し、双方の家族からの反対に苦しむタナを精神的に支える。           |

### その他
| 俳優             | 役名               | 作品中の設定等 |
| キム・ヨンオク   | ユン・サムウォル   | ハ家の家政婦。 マンギの妻が嫁いでくる際、一緒にハ家へやってきて以来、家政婦としてハ家で働いている。ハ家の人々からは家族同然と見做されており、特にタナからは深く慕われている。テソン建設の大株主のひとりでもあり、チョンガブとカンソクの買収の企てが駄目になる一因となった。後認知症の症状が見られるようになる。                                                                   |
| イ・スミン       | ユン・ジョマン     | サムウォルの甥の娘でハ家の家政婦。 |
| シン・ダウン     | オ・ジナ           | スヨンの恋人、のち妻でテソン建設の清掃社員、マルスンのルームメイト。 孤児として育った過去を持つ。空港で偶然スヨンと出会い、後社内で再会する。健康診断の際ターナー症候群の当事者であり子どもが産めない事が判明、その事実を知って結婚を一時は断念しようとするが、スヨンの強い望みにより結婚。                                                                                       |
| マヤ             | ナ・マルスン       | テヨンの恋人、のち妻で交通課勤務の警察官。チナのルームメイト。 テヨンが逮捕されて連行された時に警察署で偶然出会い、その後も出会っては言い争う関係であったが、その後友人同士となり、また生活力のない母親が作った借金を返済するために、テヨンから金を借りたりするうちに関係が進展する。母親の事を慮り、一度は別れを告げるもののテヨンの説得により思い直し結婚。結婚後に刑事となる。 |
| イ・ヒョンジン   | チョン・ヒョンギュ | タナが勤務する大学の生命工学科学生。 タナの亡夫ユ・ジナと瓜二つの顔立ちで、スヨンにもチナと見間違えられた事がある程。タナに惹かれるが、タナがカンソクとの仲を進展させていくにつれて彼女に拒絶される。傷心の中、当初は疎んじていたヘジュとの関係を改善させていく。ヘジュがキム・ソンテに誘拐された時、単身乗り込んで救出した。                                                     |
|                  | ユ・ジナ (ジンハ)  | タナの幼馴染でのち夫。 新婚旅行中に交通事故で死去。 |
| キム・イェリョン | ヨンヒ             | スヨンの前妻。 別の男性と不倫関係にあったことがテヨンの逮捕劇をきっかけに明るみに出る。その際スヨンに離婚を懇願した。 |
| ソ・ユジョン     | キム・ヒョンオク   | テヨンの前妻でトンドンの継母。 テヨンの不倫が原因で離婚。 |
| イ・ジョンナム   | ナム教授           | タナの同僚。 女性。不幸な過去を持つタナの事を気遣う。 |
| チョン・ウク     | キム・ソンテ       | ミョンソン財閥の御曹司でカンソクの仕事上のトラブルの相手。 財閥が没落した事でカンソクを逆恨みし、デート中にカンソクを轢き逃げしたり、ヘジュを誘拐したり、タナをナイフで刺したりと悪事を働く。自殺後インターネット上でカンソクが非難された。 |
| イ・ジョング     | ノ教授             | タナの恩師。 |

## 韓国国外での放送

### 日本
スカパー!系専門チャンネルであるKNTVにて2009年8月25日から11月10日まで放送された後、CS局の衛星劇場にて同年11月18日から放送された。

#### 放送自粛
2010年12月3日、テヨン役で出演していたキム・ソンミンが覚醒剤の常習使用容疑で警察に逮捕されたと報道された。これにともない、同年12月13日より放送をスタートさせる予定であったBS朝日は放送中止を決定、代わりに『憎くてももう一度』を放送すると発表した。また同番組を放送中であったテレビ大阪でも、未放送分を残したまま、放送の休止が発表され、別の番組への差替えが行われた。

### シンガポール
国内の中国語民放局であるメディアコープ系のチャンネル、メディアコープ・チャンネルU (MediaCorp Channel U) にて2009年10月11日から翌2010年3月27日まで、午後7時30分から土曜日および日曜日に放送された。

### 台湾
スターの台湾向け放送局STARチャイニーズ・チャンネル (衛視中文台) にて、2009年11月23日から翌2010年3月16日まで放送された。